# Islande au Concours Eurovision de la chanson 2021
L'Islande est l'un des trente-neuf pays participants du Concours Eurovision de la chanson 2021, qui se déroule à Rotterdam aux Pays-Bas. Le pays est représenté par le groupe Daði og Gagnamagnið et leur chanson  10 Years, sélectionnés en interne par le diffuseur islandais RÚV. Le pays se classe 4e avec 378 points lors de la finale.

## Sélection
Le diffuseur islandais RÚV annonce sa participation à l'Eurovision 2021 le 16 septembre 2020. Le pays confirme le 23 octobre 2020 la reconduction du groupe Daði og Gagnamagnið, déjà sélectionné pour l'édition 2020 avant son annulation, comme représentants du pays. Leur chanson, intitulée 10 Years, est publiée le 13 mars 2021.

## À l'Eurovision
L'Islande participe à la deuxième demi-finale du 20 mai 2021. Elle s'y classe 2e avec 288 points, se qualifiant donc pour la finale. Lors de celle-ci, elle termine à la 4e place avec 378 points.